# Карнов, Андрей Павлович
Андрей Павлович Карнов (1898—1979) — советский военачальник, гвардии генерал-майор (23.01.1943).

## Начальная биография
Родился 30 ноября 1898 года деревне Кроптово, ныне в Кимовском районе, Тульской области.

## Военная служба

### Первая мировая и Гражданская война
В Первую мировую войну Карнов в феврале 1917 г. был мобилизован на военную службу и направлен в 37-й Сибирский запасной полк. В июле окончил полковую учебную команду, после чего проходил службу командиром отделения и младшим унтер-офицером в караульной команде полка. С сентября 1917 г. исполнял должность командира полуроты в образцовой роте при Омском Совете рабочих, солдатских и крестьянских депутатов. С этой ротой принимал участие в подавлении юнкерского антисоветского восстания в г. Омск.
В конце декабря 1917 г. Карнов добровольно перешел в 1-й Омский летучий железнодорожный красногвардейский отряд. В том же месяце убыл с ним в г. Иркутск на подавление юнкерского восстания, но в Новосибирске отряд был перенаправлен на подавление восстания белоказаков в Семипалатинске. В апреле 1918 г. отряд возвратился в г. Омск, затем убыл на подавление мятежа Чехословацкого корпуса. После занятия белочехами городов Омск, Барабинск и Татарск отряд был распущен, а Карнов вернулся на родину. Работал в хозяйстве отца в дер. Царицыно Татарского уезда Омской губ. В сентябре 1918 г. он был мобилизован правительством Омской директории и назначен в 8-й запасной полк в г. Омск. Службу проходил в 10-й роте полка младшим командиром, затем фельдфебелем. В период 21-22 декабря принял участие в восстании Омского гарнизона, однако это выступление было жестоко подавлено, а Карнов заключен в Омскую тюрьму. В конце марта 1919 г. военно-полевым судом приговорен к смертной казни, замененной затем 20 годами каторжных работ. В августе отправлен в составе группы осужденных в Александровский каторжный централ Иркутской губ. 8 декабря в составе группы из 200 человек бежал, после чего сформировал из нее партизанский отряд. Позже отряд был переформирован в 7-й Марковский советский добровольческий партизанский полк, вошедший в состав 1-й Балаганской дивизии, а Карнов назначен в нем командиром батальона. Сражался с ним с колчаковскими войсками в Иркутской губ., в районах ст. Зима, Балаганск, Киринск, Иркутск, с. Марковское. В марте 1920 г. он влился в 12-й Байкальский полк I-й Читинской дивизии Народно-революционной армии Дальневосточной республики. Командиром батальона воевал с белоказаками генерала Г. М. Семенова и японскими интервентами в районе Беклемишево (80 км западнее Читы). В июле месяце был переведен в II-й Ангарский полк, переименованный позднее в 5-й Ангарский. В его составе командовал ротой, батальоном, учебной ротой. В июле 1921 г. полк был переименован сначала в 6-й Байкальский, затем в 3-й Читинский в составе 1-й Читинской отдельной бригады. В его составе участвовал в Волочаевской операции. За мужество и отвагу, проявленные в этой операции, Карнов был награжден орденом Красного Знамени.

### Межвоенное время
С августа 1922 г. он командовал ротой в железнодорожном охранном батальоне (ст. Сковородино), затем был пом. командира роты в Благовещенском погранотряде, с июня 1923 г. — пом. начальника конвойной команды войск ОГПУ. С ноября 1923 г. служил пом. командира роты в 36-м стрелковом полку 12-й стрелковой дивизии СибВО. В январе 1924 г. переведен в 35-й Татарский стрелковый полк, где исполнял должность пом. командира и командира роты, начальника полковой школы. С 18 сентября 1925 по 1 сентября 1926 г. находился на Сибирских повторных курсах в г. Иркутск, после возвращения в полк исполнял должности командира роты, начальника полковой школы и командира батальона. С ноября 1931 г. был пом. командира полка по строевой части, затем командиром учебного батальона в 34-м стрелковом полку в г. Омск и Благовещенск. В период с 1 мая по 1 декабря 1936 г. исполнял должность начальника курсов младших лейтенантов 18-го стрелкового корпуса, затем вернулся в полк на должность начальника штаба полка. С 10 октября 1937 г. вновь был начальником курсов младших лейтенантов 18-го стрелкового корпуса. 12 июля 1938 г. арестован органами НКВД и уволен из кадров РККА по ст. 43 п. «б». 9 октября 1939 г. освобожден из-под ареста, восстановлен в кадрах РККА и назначен командиром 134-го стрелкового полка 34-й стрелковой дивизии 2-й Отдельной Краснознаменной армии. С декабря 1940 г. исполнял должность зам. командира этой дивизии.

### Великая Отечественная война
В начале войны полковник Карнов в той же должности. С августа 1941 г. он командовал 27-й запасной стрелковой бригадой Дальневосточного фронта. В октябре вступил в должность командира 204-й стрелковой дивизии 2-й Краснознамённой армии. В июне 1942 г. назначен зам. командира по строевой части 26-го стрелкового корпуса 1-й Краснознаменной армии. В сентябре месяце убыл в распоряжение ГУК НКО, затем направлен на Сталинградский фронт. 10 октября назначен командиром 153-й стрелковой дивизии, которая вела боевые действия на Донском, а с 29 октября — Юго-Западном фронтах. До декабря 1942 г. части дивизии вели оборонительные бои по левому берегу р. Дон в районе станиц Казанская и Вешенская. С 16 декабря, в ходе начавшейся Среднедонской наступательной операции, дивизия в составе войск фронта перешла в наступление, разгромила три итальянские дивизии и освободила 38 нас. пунктов. За проявленную отвагу в боях за Отечество с немецкими захватчиками, за стойкость, мужество, дисциплину и организованность, за героизм личного состава 31 декабря 1942 года она была преобразована в 57-ю гвардейскую. В начале января 1943 года её части вели бои по освобождению г. Чертково. С 25 января по 21 февраля она входила в состав оперативной группы генерал-лейтенанта Попова и участвовала в Ворошиловградской операции, в ходе которой форсировала р. Северский Донец и освободила г. Славянск. Затем, войдя в подчинение 1-й гвардейской армии, дивизия заняла оборону в г. Славянск. В течение трех дней, находясь в окружении, её части отражали атаки противника и только по приказу командующего армией прорвали кольцо окружения и вышли на левый берег р. Северский Донец. С 21 июля дивизия участвовала в Изюм-Барвенковской наступательной операции, но успеха не имела. 7 сентября в ходе Донбасской наступательной операции она в составе 6-й армии вновь перешла в наступление. За 16 дней её части прошли с боями 270 км, освободили более 50 нас. пунктов. 30 сентября дивизия форсировала р. Днепр и в течение 8 дней вела упорные бои за расширение плацдарма. 21 октября она была подчинена 8-й гвардейской армии 3-го Украинского фронта и в её составе участвовала в Днепропетровской наступательной операции. В ноябре 1943 — феврале 1944 г. генерал-майор Карнов находился по болезни в госпитале, затем был направлен на учебу на курсы при Высшей военной академии им. К. Е. Ворошилова. В начале мая, прекратив учебу, он был направлен в распоряжение Военного совета Дальневосточного фронта на должность командира 300-й стрелковой дивизии 1-й Краснознаменной армии. В августе 1945 года «за слабое руководство частями дивизии и низкую дисциплину» от должности отстранен и зачислен в распоряжение Военного совета фронта.

### Послевоенное время
В июне 1946 г. уволен в запас.

## Награды
- Орден Ленина (21.02.1945)[3].
- Три ордена Красного Знамени (1924[4], 14.02.1943[5], 03.11.1944[3]).
- Медали в том числе:
  - «XX лет Рабоче-Крестьянской Красной Армии» (1938).
  - «За Победу над Германией в Великой Отечественной войне 1941—1945 гг.» (29.10.1945).
  - «За победу над Японией» (1945).
  - «Ветеран Вооружённых Сил СССР» (1976).